# Réseau routier de São Paulo

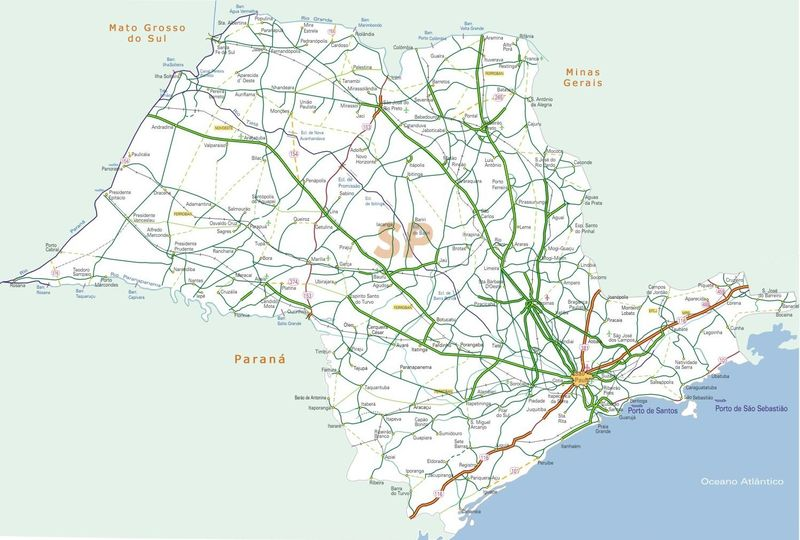
Carte routière de l'État de São Paulo.

Le réseau routier de l'État de São Paulo est le plus grand système d'un État du Brésil, avec plus de 35 000 km. C'est un réseau inter-connecté, divisé en trois niveaux : municipal (12 000 km), départemental (22 000 km) et fédéral (1 050 km). Plus de 90 % de la population paulista habite à moins de 5 km d'un route goudronnée.
São Paulo a la plus grande quantité de routes dupliquées de l'Amérique latine et son système routier est le meilleur du pays selon la Confédération Nationale de Transports du Brésil, avec 59,4 % des routes classées comme « excellentes ». La recherche a aussi indiqué que des dix meilleures routes du pays, neuf sont de São Paulo.
Le système routier pauliste, pourtant, est très critiqué pour le coût élevé payé par ses usagés. L'État de São Paulo concentre plus de la moitié de péages du Brésil et un nouveau péage est créé tous les 40 jours. Selon le journal Folha de S.Paulo, le coût pour parcourir les 4 500 km de la côte du Rio Grande do Norte jusqu'au Rio Grande do Sul est moins cher que pour parcourir les 313 km entre la ville de São Paulo et Ribeirão Preto, à l'intérieur de l'État. Les conducteurs protestent souvent contre les prix des péages.

## Administration du système

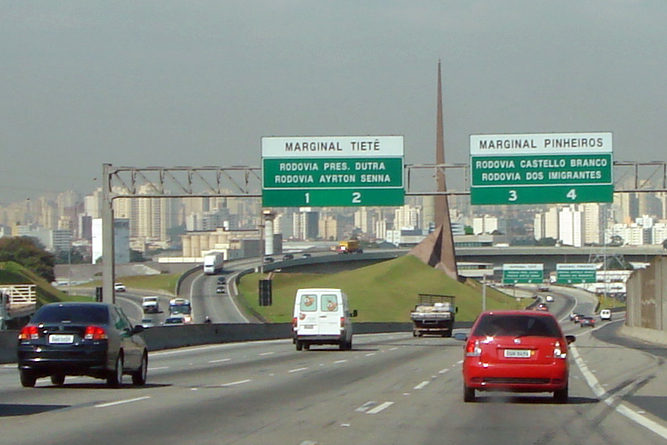
Tronçon de la route Bandeirantes, administré par CCR AutoBAn.

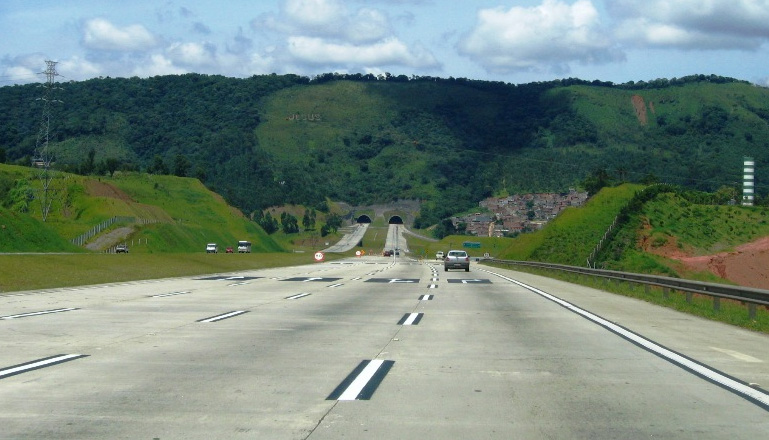
Périphérique Mário Covas, administré par CCR RodoAnel.

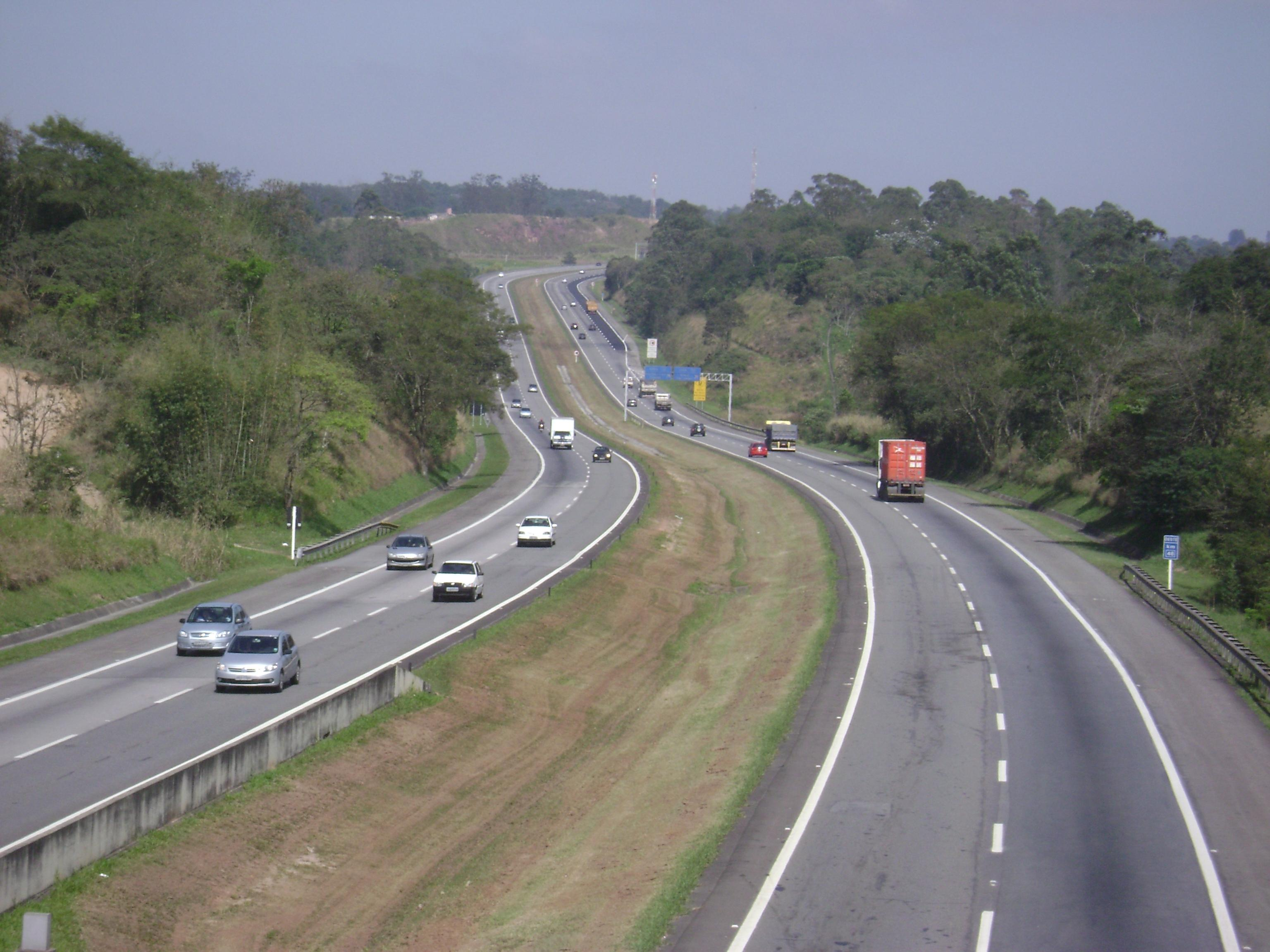
Route Ayrton Senna, administré par Ecopistas.

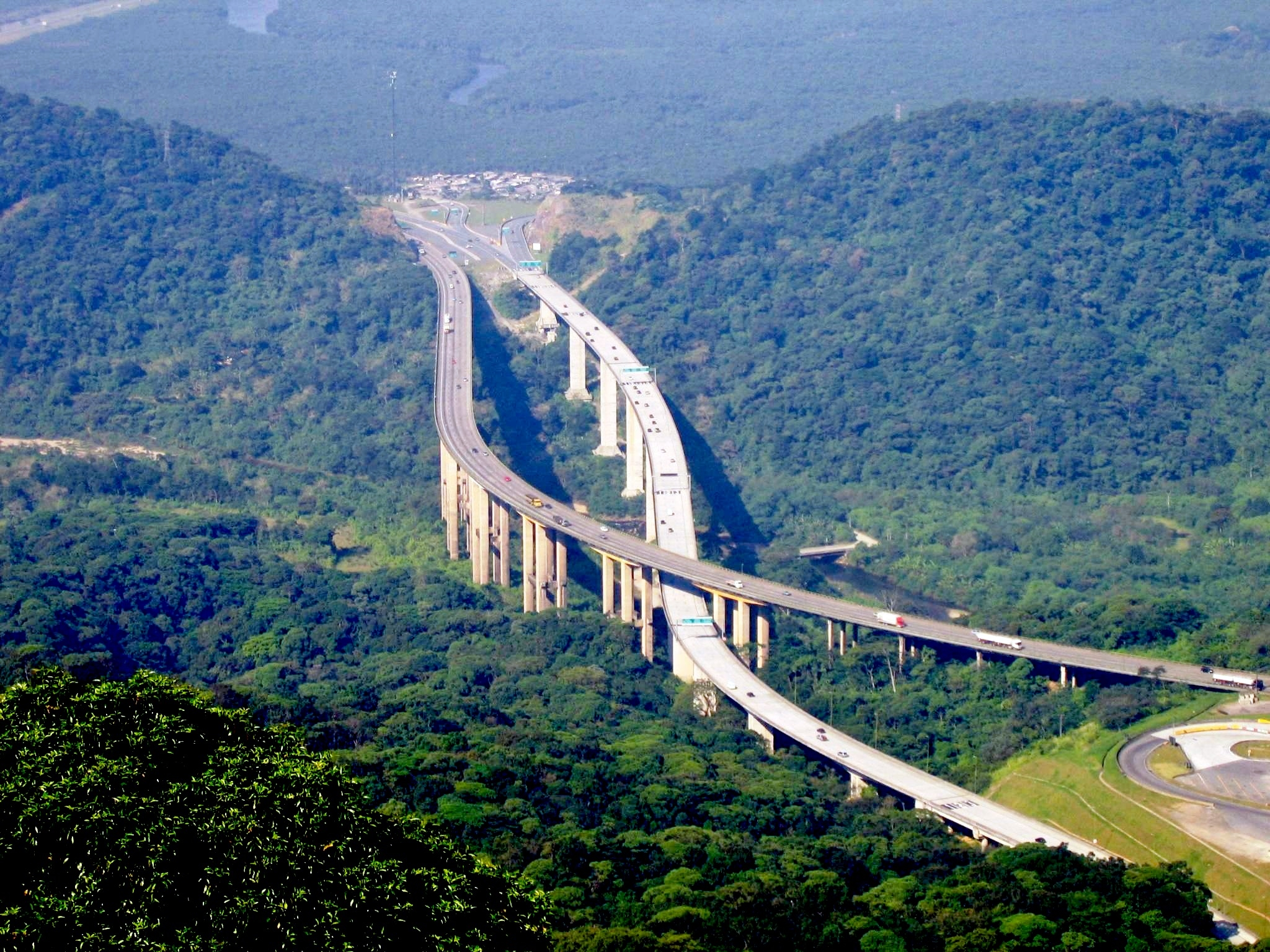
Route des Imigrantes, administré par Ecovias.

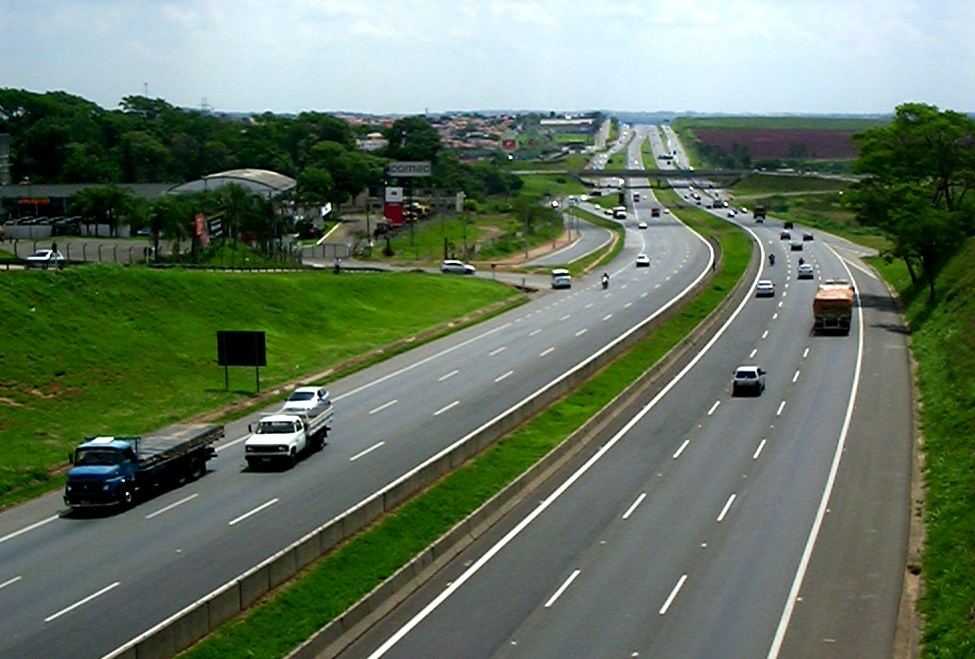
Route Dom Pedro I, administré par Rota das Bandeiras.

La responsabilité pour la construction, la maintenance, l'expansion, la gestion et l'exploration des routes paulistes est partagée entre les groupes suivants  :
- DERSA (Desenvolvimento Rodoviário S.A) : construction et maintenance des routes stratégiques, comme le périphérique,
- DER-SP (Departamento de Estradas de Rodagem) : routes publiques[Quoi ?],
- DNIT : routes fédérales,
- municipalités : routes municipales et vicinales,
- entreprises privées : contrôlent par concession quelques routes, comme Dutra, Régis Bittencourt, Ananhanguera, Bandeirantes.

Liste des entreprises privées qui contrôlent les routes paulistes : 
- Grupo CCR
  - AutoBAn
  - NovaDutra
  - Renovias
  - RodoAnel
  - SPVias
  - ViaOeste
- Grupo OHL
  - Autovias
  - Centrovias
  - Intervias
  - Vianorte
  - Autopista Régis Bittencourt
  - Autopista Fernão Dias
- Grupo EcoRodovias
  - Ecopistas
  - Ecovias
- Grupo BRVias
  - Transbrasiliana
  - Via Rondon
- Autres groupes
  - CART
  - Colinas
  - Rota das Bandeiras
  - SPMar
  - Tebe
  - Tietê
  - Triângulo do Sol

## Types de routes

### Classification

Exemples de panneaux utilisés comme identification dans les routes de São Paulo : SP - 348, SP-21 et SP - 150.

- Routes radiales : elles font la liaison entre la capitale de l'État, la ville de São Paulo, et les autres villes.
- Routes transversales : elles font la liaison entre les villes, sans passer la ville de São Paulo.

### Identification
- L'identification des routes de l'État est faite par l'acronyme SP (pour « São Paulo »), suivi du numéro de la route.

### Codage
- Routes radiales : numéro pair de 2 à 360, correspondant de manière approchée à l'angle en degrés qu'elle fait avec le nord (entre le centre de São Paulo et son point médian).

- Routes transversales : numéro impair de 1 à 359, correspondant de manière approchée à sa distance moyenne du centre de São Paulo.